# Good Housekeeping
Good Housekeeping è una rivista statunitense fondata nel 1885.

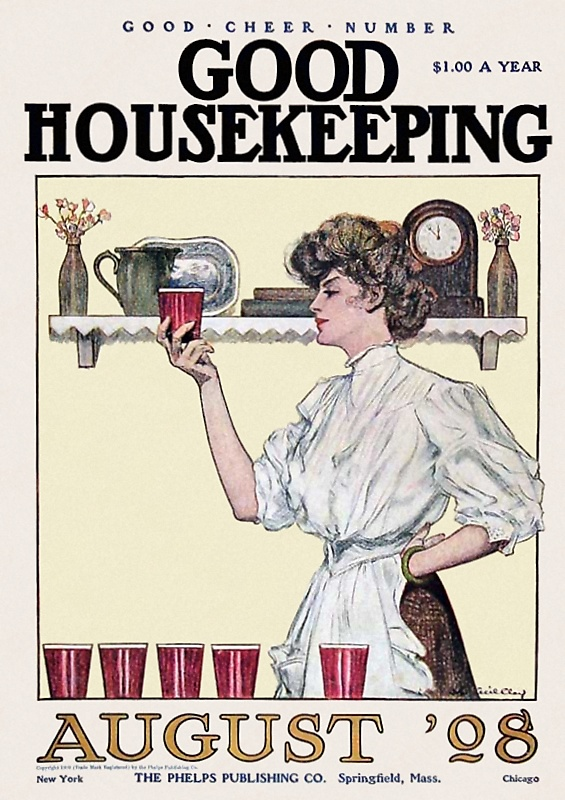
Una delle copertine della rivista, agosto 1908

La rivista viene considerata una delle sette sorelle (Seven Sisters), le altre sono: Ladies' Home Journal, McCall's, Family Circle, Better Homes and Gardens, Woman's Day, and Redbook.

## Storia
Fondata il 2 maggio 1885 da Clark W. Bryan a Holyoke, stato del Massachusetts
Fra i direttori della rivista ci furono:
- Clark W. Bryan (1885-1898)
- James Eaton Tower (1899-1913)
- William Frederick Bigelow (1913-1942)
- Herbert Raymond Mayes (1942-1958)
- Wade Hampton Nichols, Jr. (1959-1975)
- John Mack Carter (1975-1994)
- Ellen Levine (1994-2006)
- Rosemary Ellis (2006-)